# Olivbrauner Wanzen-Milchling
Der Olivbraune Wanzen-Milchling (Lactarius subumbonatus) ist eine Pilzart aus der Familie der Täublingsverwandten (Russulaceae). Es ist ein kleiner bis mittelgroßer Milchling mit einem starken aromatischen bis unangenehmen Geruch und einer wässrig-weißen Milch. Der Hut ist violettbraun, kastanienbraun bis dunkelbraun. Makrozystidien fehlen. Es ist vielleicht die häufigste Art aus dem „Lactarius serifluus“-Komplex. Der Milchling wächst häufig auf feuchten Böden unter Eichen. Er wird häufig auch, wie der von einigen Autoren als artgleich angesehene Lactarius serifluus, Wässriger Milchling genannt.

## Merkmale

### Makroskopische Merkmale
Der dünnfleischige Hut ist 2–8,5 cm breit, zuerst gewölbt, dann flach ausgebreitet und in der Mitte niedergedrückt und schließlich oft mehr oder weniger trichterförmig vertieft. Die Hutmitte trägt häufig einen kleinen Buckel. Die Oberfläche ist trocken und glatt und bald mehr oder weniger radial-runzelig, vor allem rund um das Zentrum. Zum Rand hin sind besonders alte Exemplare oft stark gefaltet-runzelig und am Rand tief eingekerbt. Der Hut ist violettbraun bis rötlichbraun oder dunkel-ziegelfarben. Im Alter kann er auch etwas ausblassen, in den Randkerben ist er manchmal bräunlich-rot und hygrophan. Die Fruchtkörper trocknen grau-ocker bis zimtbraun ein.
Die mittelbreiten bis breiten Lamellen sind breit angewachsen oder laufen leicht am Stiel herab. Sie stehen gedrängt bis ziemlich entfernt und sind nicht gegabelt.
Der zylindrische oder sich nach unten verjüngende Stiel ist 2,5–5 cm lang und 0,3–1,3 cm breit. Die Oberfläche ist trocken, glatt und manchmal an der Spitze mehr oder weniger flockig. Der Stiel ist zuerst blass weinrötlich gefärbt und entfärbt sich im Alter zimtbraun bis beige oder orangebraun, besonders zur Basis hin.
Das mittelfeste Fleisch ist im Stiel hohl und weiß bis fleischocker gefärbt, in der Stielrinde und an der Basis ist es auch dunkler. Es schmeckt mild, ähnlich wie Haselnuss, aber schon bald mehr oder weniger widerlich und manchmal etwas scharf. Es riecht sehr stark und süßlich nach Blattwanzen ganz ähnlich wie der Eichen-Milchling. Die Milch ist wässrig-weiß und schmeckt ebenfalls mild. Das Sporenpulver ist cremefarben.

### Mikroskopische Merkmale
Die rundlichen bis breitelliptischen Sporen sind durchschnittlich 7,2–7,7 µm lang und 6,3–7,0 µm breit. Der Q-Wert (Quotient aus Sporenlänge und -breite) ist 1,0–1,25. Das Sporenornament ist zwischen 0,7 und 1,2 µm hoch und besteht aus verlängerten Warzen und Rippen, die miteinander ein grobes, mehr oder weniger vollständiges Netz bilden. Isolierte Warzen kommen typischerweise im Inneren von Maschen vor. Der Hilarfleck ist ziemlich klein und undeutlich und mehr oder weniger inamyloid.
Die 4-sporigen, bisweilen auch nur 2-sporigen Basidien sind 35–60 µm lang und 8,5–11,5 µm breit und meist ziemlich keulig. Pleuromakrozystiden fehlen. Die Lamellenschneiden sind heterogen oder steril. Neben den Basidien kommen zylindrische bis keulige Parazystiden vor, die 15–40 µm lang und 6,5–12 (16) µm breit sind.
Die Huthaut (Pileipellis) ist ein Hyphoepithelium. Die Zellen in der Subpellis sind 7,5–25 µm breit, verlängert bis mehr oder weniger isodiametrisch und abgerundet. Die Hyphenenden sind 3,5–10 µm breit, überwiegend zylindrisch und bilden eine auffällige Schicht über der Subpellis. Diese ist aber häufig mehr oder weniger eingedrückt und bildet nur eine amorphe Schicht.

## Artabgrenzung
Der Olivbraune Wanzen-Milchling erinnert an den ähnlichen, aber lebhafter gefärbten Wässrigen Milchling (L. serifluus), der nahezu im gleichen Lebensraum vorkommt. Von diesem unterscheidet er sich durch die dunkelbraune bis rußbraune, fast braunschwarze Hutfarbe, die deutlich faltig gerunzelte und körnige Huthaut und den weniger stark ausgeprägten Geruch, der ein wenig an Blattwanzen, geröstete Zichorien oder Lakritze erinnert. Unter dem Mikroskop sind die beiden Arten sehr ähnlich, doch hat das Sporenornament beim Olivbraunen Wanzen-Milchling mehr isoliert stehende Warzen und die Parazystidien sind länger. Die anderen Arten der Sektion wie der Atlantische Milchling (L. atlanticus), der Runzelige Zwerg-Milchling (L. cremor) und der Kampfer-Milchling (L. camphoratus) haben eine andere Farbe oder einen anderen Lebensraum oder haben sogar echte Makrozystiden.

## Ökologie und Verbreitung

Verbreitung des Wässerigen Milchlings in Europa.
Legende:
grün = Länder mit Fundmeldungen
weiß = Länder ohne Nachweise
hellgrau = keine Daten
dunkelgrau = außereuropäische Länder

Innerhalb des natürlichen Eichen-Verbreitungsgebietes ist der Milchling ziemlich häufig. Wahrscheinlich ist die Art häufiger als der ähnliche Wässrige Milchling, wird aber häufig nicht von diesem unterschieden.
Der Milchling ist ein Mykorrhizapilz, der häufig mit Eichen eine symbiotische Partnerschaft eingeht, andere Laubbäume können aber wahrscheinlich ebenso als Wirt dienen. Im Mittelmeerraum findet man ihn auch bei Zistrosen (Cistus salviifolius) und Erdbeerbäumen (Arbutus unedo).
Die Fruchtkörper des Milchlings erscheinen von Juni bis Oktober. Er wächst gern auf lehmigen Böden, besonders an offenen Stellen wie Waldlichtungen und an Waldwegen.

## Systematik
Lindgrens Originaldiagnose

„Lactarius subumbonatus, pileo fragili ruguloso vegeto joveque pluvio demum glabriusculo tenui convexo demum undulato-repando disco carnoso demum depresso (acute) umbonulato umbrino-fusco, stipite deorsum attenuato intus ochraceo farcto subcavo extus (sub lente) tomentoso deorsum ochraceo-pallido sursum cervino-fuligineo, lamellis decurrentibus distantibus angustis vitellinis, lacte miti dilute albo. In prato Kringelängen in paroec. Rackeby extra Lidköping, Jun., Jul., Aug. et Sept. 1844 et 1845, quam copiosissime.

Odor fungi vegeti fere sebaceus, ut Lactar. serifluus, fungi exsiccati e contrario peculiaris forte exactis porcorum, sed, quantillum sit, ad Glycyrrhizam trahens. Etiam de Ligustico Levistico memorat. Pileus demum ex tenuitate marginis rugoso-striatus immo plicato-repandus. Umbo interdum in umbilico demum evanescit. Stipes plerumque adscendens rarius subaequalis.
Lamellae demum pruinosae.

In Trib. III. Russulares ***Fr. Epicr. post Lactarium obscuratum inserandus.“

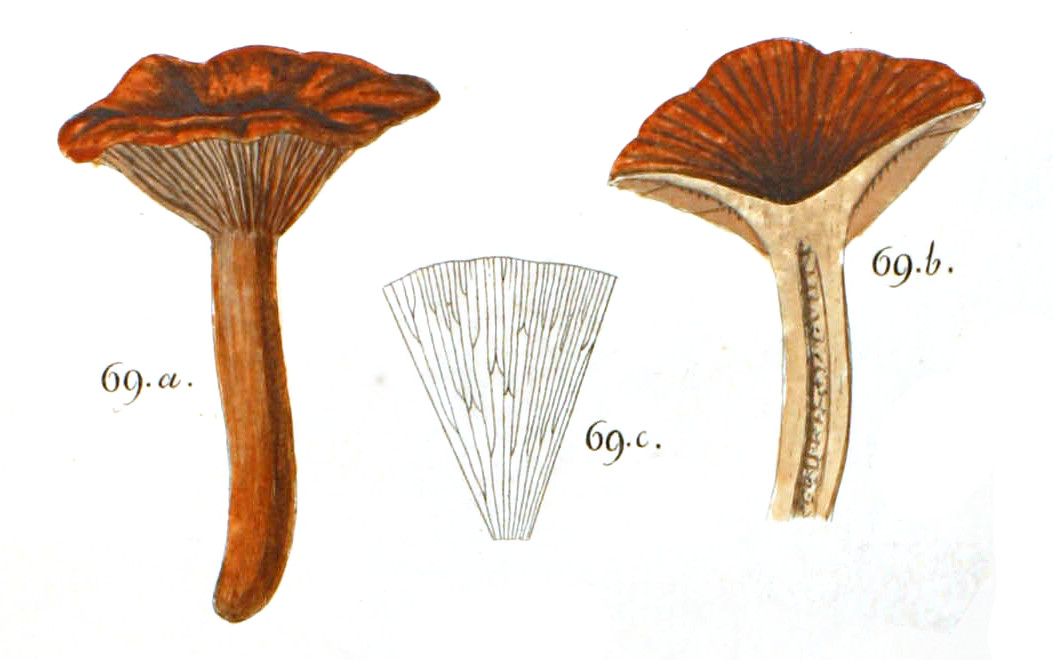
Agaricus cimicarius Batsch Tab. 15 Nr. 69 ist wahrscheinlich synonym zu Lactarius camphoratus

Der Milchling wurde von Lindgren in den Jahren 1844 und 1845 bei Rackeby in Västergötland gesammelt und 1845 von ihm wissenschaftlich beschrieben. Laut Basso und Heilmann-Clausen ist die Art synonym zu Lactarius cimicarius im Sinne von Quélet (1888), Lange (1940), Lundell & Nannfeldt (1956), Kühner & Romagnesi (1953) und synonym zu L. serifluus im Sinne von Ricken (1915), Neuhoff (1956) und Moser (1983) und weiteren Autoren.
Die aktuelle Konzeption dieser Art beruht im Wesentlichen auf Bons Untersuchungen. Bon versuchte „ein wenig Ordnung“ in den Serifluus-Komplex zu bringen. Bei seiner Untersuchung stieß Bon auf den lange Zeit vergessenen Namen L. subumbonatus, dessen Originalbeschreibung sich weitgehend mit seiner Interpretation des Taxons deckte. Auch Heilmann-Clausen und nach ihm M. Basso folgen seiner Interpretation und trennen die beiden Arten L. serifluus und L. subumbonatus.
In de Candolles Originalbeschreibung (1815) und in der sanktionierenden Diagnose durch Fries (1821) wird Agaricus serifluus als eine Art beschrieben, die einen lebhaft gelbbraun gefärbten (brunneo-fulvus) Hut hat, was im deutlichen Gegensatz zu der hier beschriebenen Art steht. Daher wird das Taxon L. serifluus heute so interpretiert, wie es bereits Lange (1940) getan hat.
Andere Autoren haben das Epitheton „cimicarius“ für das hier beschriebene Taxon verwendet. Sieht man sich aber Batschs Diagnose und die angegebenen Iconotypen von Agaricus cimicarius an, so stellt man fest, dass es sich hier ebenfalls um eine lebhafter gefärbte Art handelt. Der Hut wird als „ferrugineo-fulvus“ also rostfarben bis rötlichbraun beschrieben und die Lamellen werden als ziemlich dunkel braunrötlich-ockerfarben („fulvello-ochraceae“) bezeichnet, wie dies typisch für L. camphoratus (den Kampfer-Milchling) ist. Daher kommt Heilmann-Clausen zu dem Schluss, dass Agaricus cimicarius ein Synonym von L. camphoratus ist, wie es auch schon Fries (1821) tat.

### Infragenerische Systematik
Der Olivbraune Wanzen-Milchling wird von Bon, Heilmann-Clausen und Basso in die Sektion Olentes gestellt, die selbst innerhalb der Untergattung Russularia steht. Die Sektion enthält dünnfleischige Milchlinge mit matter, unebener Huthaut und ungerieftem Hutrand. Die Milch ist mehr oder weniger wässrig und der Geruch auffällig und stark.

## Bedeutung
Gilt zumindest in Mitteleuropa als ungenießbar.

### Übersetzung der Originaldiagnose
1. ↑  
Lactarius subumbonatus, mit zerbrechlichem, frisch und bei feuchtem Wetter runzeligen, schließlich fast glatten, flach gewölbten, schließlich wellig-verbogenen Hut, mit fleischiger, schließlich niedergedrückter, (spitz) gebuckelter, umbrabraun-dunkelbrauner Hutscheibe. Mit unten verschmälertem, innen ockerfarbenem, voll bis etwas hohlem, außen (unter der Lupe) filzigem, unten blass ockerfarbenem, nach oben hin rötlich-braunem bis rußbraunem Stiel. Mit herablaufenden, entfernt stehenden, schmalen, dottergelben Lamellen. Mit milder, wässrig weißer Milch. Auf einer Wiese bei Kringelängen in der Pfarrei Rackeby bei Lidköping von Juni bis September in den Jahren 1844 und 1845 in reichhaltiger Menge.
Der Geruch des frischen Pilzes fast talgig, wie Lactarius serifluus, der des getrockneten Pilzes im eigenartigen Gegensatz dazu vielleicht nach Schweinekot, aber ein kleines bisschen auch in Richtung Süßholz (Lakritze). Sogar an ligurischen Liebstöckel erinnert er. Der Hut ist schließlich vom dünnen Rand aus, runzelig gerieft, ja sogar faltig-verbogen. Er hat in der vertieften Mitte manchmal einen Buckel, der schließlich verschwindet. Der Stiel ist aufsteigend, selten fast zylindrisch, die Lamellen sind schließlich bereift. Im Tribus III Russulares. In Fries Epicr. nach Lactarius obscuratus eingefügt.